# Аріамані
Аріамані (Ірі-Амон) (д/н — 280 до н. е.) — цар Куша у 305/300—280/276 роках до н. е.

## Життєпис
Син царя Настасена та цариці Сахмах. Посів трон після смерті Актісанеса, обставини цього достеменно невідомі. Відомий зі стели, знайденої в Каві. Текст на стелі, написаний поганою єгипетському мовою і, тому не цілком зрозумілий. Напис створена в «рік 9-й» правління Аріамані. Друга стела з Кави була датована «роком 24-м» від початку правління царя, ім'я якого зруйновано. На підставі стилістики було припущено, що ця стела також належала Аріамані, відповідно він був правителем Куша принаймні 23 роки.
Зберігав мирні відносини з державою Птолемеїв в Єгипті. підч ас його панування до Куша проникають мистецькі зразки з Єгипту, що відбилося на стилі стел та храмів.
Помер до 280/276 року до н. е. Поховано в піраміді № 11 або 14 в Джебель-Баркалі. Можливо після цього почалася боротьба за владу між його синами, оскільки наступні царі Каш-...-амані, Ірі-Пійєко та Сабракамані залишили обмаль знань, а близько 270 року до н. е. посів владу Аркамані I, про якого більше відомостей.